# TalonSoft
TalonSoft era un'impresa statunitense produttrice di videogiochi fondata nel 1995 da Jim Rose e John Davidson a Baltimora nel Maryland, specializzata in wargame.
Il 24 dicembre 1998 venne stata acquisita dalla Take-Two Interactive, la quale chiuse la società nel 2002 trasferendo le proprietà intellettuali alla Gathering of Developers. Nell'ottobre 2005 la Matrix Games ha acquisito molti dei marchi TalonSoft compresi Battleground, Campaign, e Operational Art of War.

## Videogiochi
- Battleground series
  - Battleground: Bulge-Ardennes (1995)
  - Battleground 2: Gettysburg (1995)
  - Battleground 3: Waterloo (1996)
  - Battleground 4: Shiloh (1996)
  - Battleground 5: Antietam (1996)
  - Battleground 6: Napoleon in Russia (1997)
  - Battleground 7: Bull Run (1997)
  - Battleground 8: Prelude to Waterloo (1997)
  - Battleground 9: Chickamauga (1999)
- Age of Sail series
  - Age of Sail (1996)
  - Age of Sail II (2001)
- Campaign series
  - East Front (1997)
  - West Front (1998)
  - East Front II (1999)
  - Rising Sun (2000)
  - Divided Ground: Middle East Conflict (2001)
- The Operational Art of War
  - The Operational Art of War Volume I (1998)
  - The Operational Art of War II (1999)
- Tribal Rage (1998)
- 12 O'Clock High: Bombing the Reich (1999)
- Battle of Britain (1999)
- Hidden & Dangerous (1999)
- Jagged Alliance 2 (1999)
- Hidden & Dangerous: Devil's Bridge (2000)
- Jetfighter IV (2000)
- Martian Gothic: Unification (2000)
- Codename: Eagle (2000)
- Dogs of War (2000)
- Metal Fatigue (2000)
- Spec Ops: Ranger Elite (2000)
- Tzar: The Burden of the Crown (2000)
- Merchant Prince II (2001)
- StarLeader (2001)
- outlive (2001)?
- John Tiller's Campaign Series (2007)